# Véra Nikolski
Véra Nikolski est une essayiste et haute fonctionnaire française née le 11 février 1978, docteure en science politique et chercheure associée au Centre européen de sociologie et de science politique (CESSP-Paris). Ses travaux portent sur le champ politique russe et le militantisme radical. Elle travaille actuellement dans la fonction publique.
En 2023, elle publie Féminicène, paru chez Fayard, dans lequel elle croise le féminisme et la crise écologique en cours,,.

## Biographie
Épouse de Georges Kuzmanovic, elle est mère de trois filles et ancienne pratiquante d'arts martiaux,,.

## Publications
- National-bolchevisme et néo-eurasisme dans la Russie post-soviétique : La carrière militante d'une idéologie, Éditions Mare & Martin, 2 octobre 2013, 422 p. (ISBN 9782849341216)[9].
- Féminicène, Fayard, 3 mai 2023, 380 p. (ISBN 9782213726052, EAN 9782213728421)[5],[6].